# Ulinka Rublack

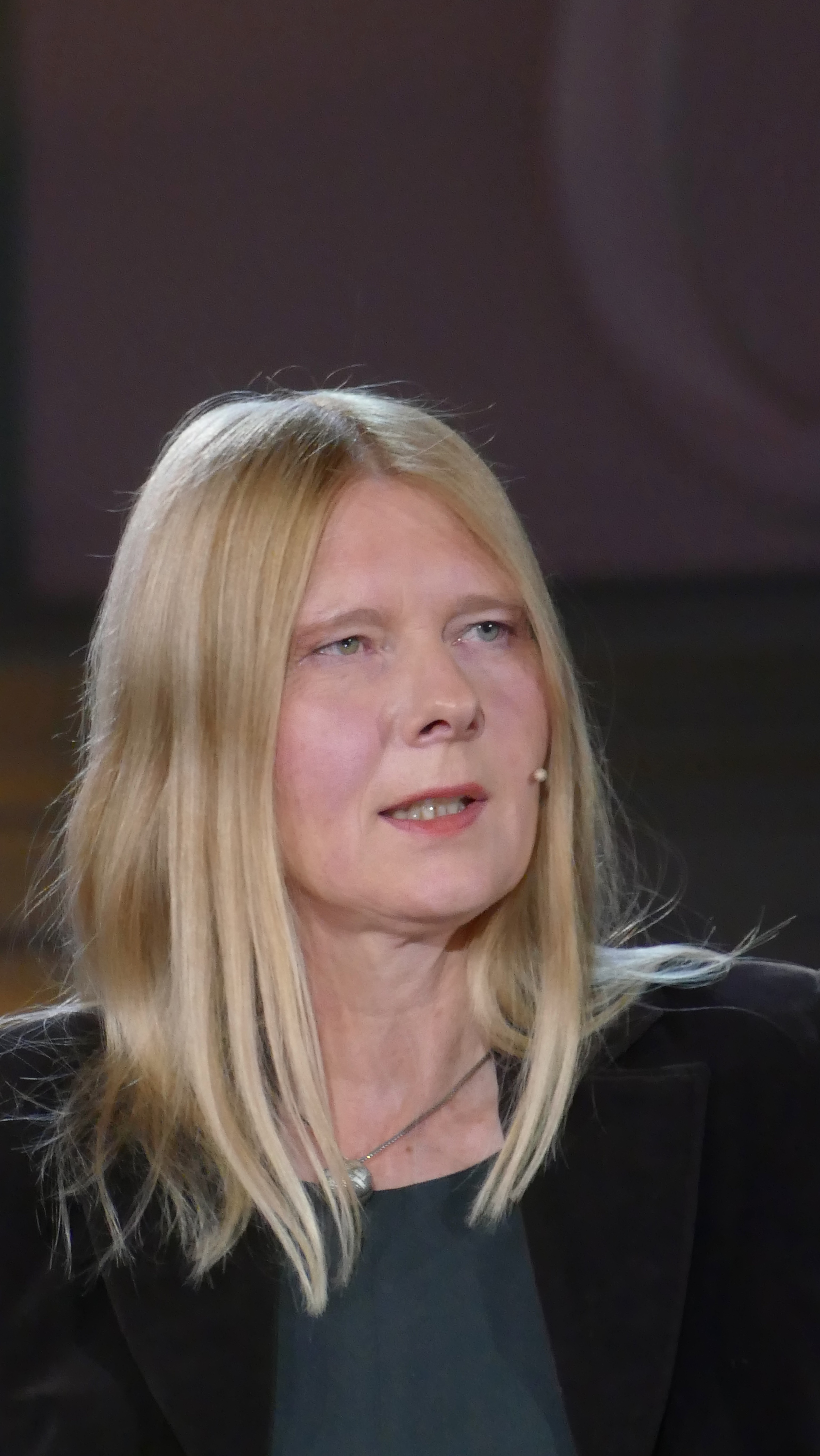
Ulinka Rublack auf dem „Blauen Sofa“ in Leipzig 2022.

Ulinka Rublack (* 14. April 1967 in Tübingen) ist eine deutsche, in Großbritannien lehrende Historikerin.

## Leben
Ulinka Rublack ist eine Tochter des Tübinger Reformationshistorikers Hans-Christoph Rublack. Sie studierte an der Universität Hamburg und am Clare College der Universität Cambridge, wo sie zum PhD promoviert wurde.
Seit 1996 lehrt sie Europäische Geschichte der Frühen Neuzeit am St John’s College (Cambridge). Für ihre Studie Dressing Up. Cultural Identity in Renaissance Europe wurde sie 2011 mit dem Roland H. Bainton Prize for History ausgezeichnet. 2017 wurde Rublack zum Mitglied der British Academy gewählt.
Sie hat 2015 eine Edition der Trachtenbücher des Matthäus Schwarz unter dem Titel The First Book of Fashion vorgelegt. Dazu gehört auch die genaue Rekonstruktion eines seiner Gewänder.
2018 erhielt Rublack den Reimar Lüst-Preis für internationale Wissenschafts- und Kulturvermittlung. 2019 wurde sie, vornehmlich für ihr Buch Der Astronom und die Hexe. Johannes Kepler und seine Zeit, mit dem Preis des Historischen Kollegs ausgezeichnet, den renommiertesten Preis für Historikerinnen und Historiker. Rublack gilt als führende Kulturhistorikerin der Reformationsepoche und der Renaissance. Für ihre Biographie Dürer im Zeitalter der Wunder. Kunst und Gesellschaft an der Schwelle zur globalen Welt wird Rublack 2025 mit dem Einhard-Preis ausgezeichnet.

## Schriften
Monographien
- Geordnete Verhältnisse? Ehealltag und Ehepolitik im frühneuzeitlichen Konstanz. UVK, Konstanz 1997, ISBN 3-87940-584-0.
- Magd, Metz’ oder Mörderin. Frauen vor frühneuzeitlichen Gerichten. Fischer, Frankfurt am Main 1998 (= FTB 13575. Geschichte), ISBN 3-596-13575-3.
- The Crimes of Women in Early Modern Germany (= Oxford Studies in Social History). Clarendon Press, Oxford 1999, ISBN 0-19-820637-2 (zugleich: Dissertation, Universität Cambridge).
- Die Reformation in Europa. Fischer-Taschenbuch-Verlag, Frankfurt am Main 2003 (= FTB 60129. Europäische Geschichte), ISBN 3-596-60129-0.
- Dressing Up. Cultural Identity in Renaissance Europe. Oxford University Press, Oxford 2010, ISBN 978-0-19-929874-7.
  - Deutsche Ausgabe: Die Neue Geschichte. Fischer, Frankfurt am Main 2013, ISBN 978-3-10-067605-4 (Leseprobe; PDF; 92 kB).[7]
- Der Astronom und die Hexe. Johannes Kepler und seine Zeit. Klett-Cotta, Stuttgart 2018, ISBN 978-3-608-98126-1 (Übersetzung aus dem Englischen).
- Die Geburt der Mode: Eine Kulturgeschichte der Renaissance. Klett-Cotta, Stuttgart 2022, ISBN 978-3-608-98449-1 (Übersetzung aus dem Englischen).
- Dürer im Zeitalter der Wunder. Kunst und Gesellschaft an der Schwelle zur globalen Welt. Klett-Cotta, Stuttgart 2024, ISBN 978-3-608-98721-8 (Übersetzung aus dem Englischen).

Herausgeberschaften
- Gender in Early Modern German History (= Past and Present Publications). Cambridge University Press, Cambridge 2002, ISBN 0-521-81398-0.
- A Concise Companion to History. Oxford University Press, Oxford 2011, ISBN 978-0-19-929121-2 (Taschenbuchausgabe September 2012, ISBN 978-0-19-966030-8).
- mit Maria Hayward: The First Book of Fashion. The Book of Clothes of Matthäus & Veit Konrad Schwarz of Augsburg. Bloomsbury, London/New York 2015, ISBN 978-0-85785-768-2.